# Sporetus guttulus
Sporetus guttulus är en skalbaggsart som först beskrevs av Bates 1864.  Sporetus guttulus ingår i släktet Sporetus och familjen långhorningar. Inga underarter finns listade i Catalogue of Life.